# John Anstruther (2e baronnet)
Pour les articles homonymes, voir John Anstruther et Anstruther (homonymie).
John Anstruther (1718-1799), est un des premiers entrepreneurs du charbon britannique et un député écossais qui a développé au XVIIIe siècle les Mines de charbon d'Écosse.

## Biographie
En 1727, il est nommé inspecteur général de tous les bâtiments royaux en Écosse par le roi Georges II.
Il épouse en 1750 Janet Fall, la fille du capitaine James Fall, député de la région de Haddington Burghs de 1734 à 1742, qui développe un empire commercial dans la ville écossaise de Dunbar.
John Anstruther s'associe en 1771 à Robert Fall pour fonder la Newark Coal and Salt Company, qui extrait du charbon à l'est de Saint Monans, dans le Forth of Fife, un site aujourd'hui occupé par la société Coal Farm. L'entreprise employait une vingtaine de salariés dans l'usine d'affinage du sel, jouxtée à des marais salants opérés au départ par un moulin, et 36 autres à l'extraction du charbon. Une petite voie ferrée reliait le site au port de Pittenweem, dont il a réalisé l’agrandissement en échange d'un emplacement réservé à ses navires.